# QAD
QAD Inc. (キュー・エー・ディー)は1979年創業の本社をカリフォルニア州サンタバーバラに置く多国籍企業。製造業の顧客へ企業資材計画(ERP)システムと関連するソフトウェア開発を手掛けるソフトウェア企業。製造会社にエンタープライズリソースプランニング （ERP） ソフトウェアおよび関連するソフトウェアを提供するIT企業で、世界100ヵ国以上の国と地域で使用されている。

## 歴史
QADは、1979年に会長/創業者である Pamela Lopker (パメラ・ロプカー)によって設立され、設立当初は南カリフォルニアを中心に製造業向けのソフトウェアを開発・提供を行っていた。QADの社名は創業者であるPamela Lopkerが名づけたもので、当時、アルファベット3文字の社名が流行していたこともあり、友人宅の近くの通りであるQueen Anne RoadからQARにしようと考えたものの、すでに他社に取られていたため、RではなくDに置き換えQADとした。
1984年、QADは、Progress Software Corporationが開発した第四世代言語 (4GL) とリレーショナルデータベースを使用して構築されたMFG/PROをリリースし、APICS基準のサプライチェーンマネジメントを取り入れた初期のソフトウェアアプリケーションとなった。MFG/PROは、オープンシステムでの運用も可能な、クローズドループ資材所要量計画(MRPⅡ)を搭載したアプリケーションで、生産の合理化をサポートするシステムとなっている。また、オープンスタンダードを利用し、他システムとの相互運用も可能となった。その後、1997年8月6日に株式公開(IPO)を行い、上場企業となる。 
2003年、Supply Visualization（その後Supplier Portalに名称変更）は、QADの顧客とその仕入先をマルチテナントの構成でホストすることにより、QADがSoftware as a Service (SaaS) としてのビジネスモデルを確立。QADサプライヤポータルは、顧客と仕入先が在庫、スケジュール、発注書、出荷、かんばん等の情報を共有することが可能で、サプライチェーンの可視化を目的とした製品となっている。
2006年には、新しいユーザーインターフェースとして.NET UI をリリース。その翌年の2007年に、主力製品のMFG/PROが製造中心のアプリケーションとしての性格が強かったのに対し、全社的な企業レベルのアプリケーションを提供するため、QAD Enterprise Applicationにリブランディングを行った。また、この年からオンデマンド(ホスティング)、アプライアンスの2種類を用意し、SaaSモデルを主力製品にも取り入れることとなった。2011年には、QAD Cloud ERPの前身となるQAD On Demandが正式なリリースを迎えた。 
2015年には、QADが本社を構えるカリフォルニア州サンタバーバラ沖に浮かぶ、チャネル諸島にちなんで名づけられたチャネルアイランドユーザーエクスペリエンス(UX)を段階的にリリースし、それまでのQAD Cloud ERPを一新した。 さらに、2017年にはチャネルアイランドUXを提供するプラットフォームとしてQAD Enterprise Platformを発表。その後のQAD Adaptive ERPをフラッグシップソフトウェアとするQAD Adaptive Applicationシリーズの基礎を開発。2019年に、QAD Adaptive UXを備えた上位版の製品としてリリースがされる。 
QADは、製造業のうち6つの分野(自動車、一般消費財、ハイテク製品、飲食料品、工業製品、医薬医療品)を中心に製品およびサービスを提供。QAD Adaptive ERPやその他の製品ポートフォリオはQAD Adaptive Applicationと総称され、製造業務、生産管理、サプライチェーン管理、顧客管理、会計管理、ビジネスパフォーマンス管理などの効率化を目的に設計されている。また、QAD Adaptive ERPは、クラウドを利用したSaaS型のソフトウェアとして販売されている。

## 買収
2006年- 国際貿易や輸送、サプライチェーン管理を行う輸送管理システム(TMS)を開発、販売するPrecision Softwareを買収。(2019-Precision SoftwareはQAD Precisionに呼称を変更） 
2006年- イギリスに本社を置く、Bisgen Ltd. を買収し、製造業特有の営業組織とマーケティングの自動化のニーズに特化した製品を獲得。 
2006年- 設備保全や保守などを管理を行うための、企業資産管理(EAM)システムや関連する導入サービスなどを提供するジョージア州の大手FOB Systems Inc. を買収。 
2008年- Eコマース用のマスターデータマネジメント(MDM)と呼ばれる製品を含む、プロダクトスイートをそろえるFullTiltを買収。 
2012- 品質管理システム(QMS)及び標準化管理システムプロバイダのCEBOSを買収。ポートフォリオ製品として製品群に追加。(2019年にCEBOSはQAD CEBOSへ呼称を変更) 
2012年-  欧州で営業していたデマンドアンドサプライチェーンプランニングソフトウェア(需要予測やサプライチェーン管理を行うシステム)を開発するDynasysを買収し、ポートフォリオ製品としてグループに組み込む。(2019年にDynasysはQAD Dynasysへ呼称を変更) 
2018年- インドネシアを中心に南アジア地域で営業を行っていた販売代理店及びSIerであるPT Iris Inforindo (PT Iris) を買収し子会社化しQAD Indonesiaを設立。 

## 参照
http://www.qad.com
https://ascii.jp/elem/000/000/033/33829/
https://www.nytimes.com/2010/01/24/jobs/24boss.html